# Oreagrion
Oreagrion is een geslacht van libellen (Odonata) uit de familie van de waterjuffers (Coenagrionidae).

## Soorten
Oreagrion omvat 5 soorten:
- Oreagrion armeniacum Lieftinck, 1949
- Oreagrion lorentzi Ris, 1913
- Oreagrion oreadum Lieftinck, 1949
- Oreagrion pectingi Brooks & Richards, 1992
- Oreagrion xanthocyane Lieftinck, 1949